# Os Três Porquinhos (filme de 1995)
Os Três Porquinhos (em francês:  Les 3 Petits Cochons) é um filme de animação canadense de 1995 produzido pela Polygram Video e Master Films.